# Coreglia Antelminelli
Coreglia Antelminelli är en ort och kommun i provinsen Lucca i regionen Toscana i Italien. Kommunen hade 5 163 invånare (2018).